# Feketehátú gyümölcsgalamb
A feketehátú gyümölcsgalamb (Ptilinopus cinctus) a madarak osztályának galambalakúak (Columbiformes) rendjébe és a galambfélék (Columbidae) családjába tartozó faj.

## Rendszerezése
A fajt Coenraad Jacob Temminck holland ornitológus írta le 1810-ben, a Columba nembe Columba Cincta néven.

## Alfajai
- Ptilinopus cinctus baliensis (Hartert, 1896) - Bali
- Ptilinopus cinctus albocinctus (Wallace, 1864) - Lombok, Sumbawa és Flores
- Ptilinopus cinctus everetti (Rothschild, 1898) - Pantar és Alor
- Ptilinopus cinctus cinctus (Temminck, 1809) - Timor, Wetar és Romang
- Ptilinopus cinctus lettiensis (Schlegel, 1871) - Leti-szigetek, Moa, Luang, Sermata és Teun
- Ptilinopus cinctus ottonis (Hartert, 1904) - Damer, Babar és Nila
- Ptilinopus cinctus alligator Collett, 1898[2] vagy Ptilinopus alligator[1] - Ausztrália északi része

## Előfordulása
Délkelet-Ázsiában, Indonézia szigetei közül a Kis-Szunda-szigetek következő szigetein honos: Bali, Lombok, Sumbawa, Flores, Pantar, Alor, Timor, Atauro, Wetar, Romang, Leti, Moa, Luang, Sermata, Teun, Damar, Babar és Nila.  Kelet-Timor területén is előfordul.
Természetes élőhelyei szubtrópusi és trópusi síkvidéki és hegyi esőerdők, valamint mangroveerdők. Állandó, nem vonuló faj.

## Megjelenése
Átlagos testhossza 34 centiméter.

## Életmódja
Kevés róla az információ, valószínűleg gyümölcsökkel és bogyókkal táplálkozik.

## Természetvédelmi helyzete
Az elterjedési területe nagy, egyedszáma viszont csökken, de még nem éri el a kritikus szintet. A Természetvédelmi Világszövetség Vörös listáján nem fenyegetett fajként szerepel.